# 岩塚宿

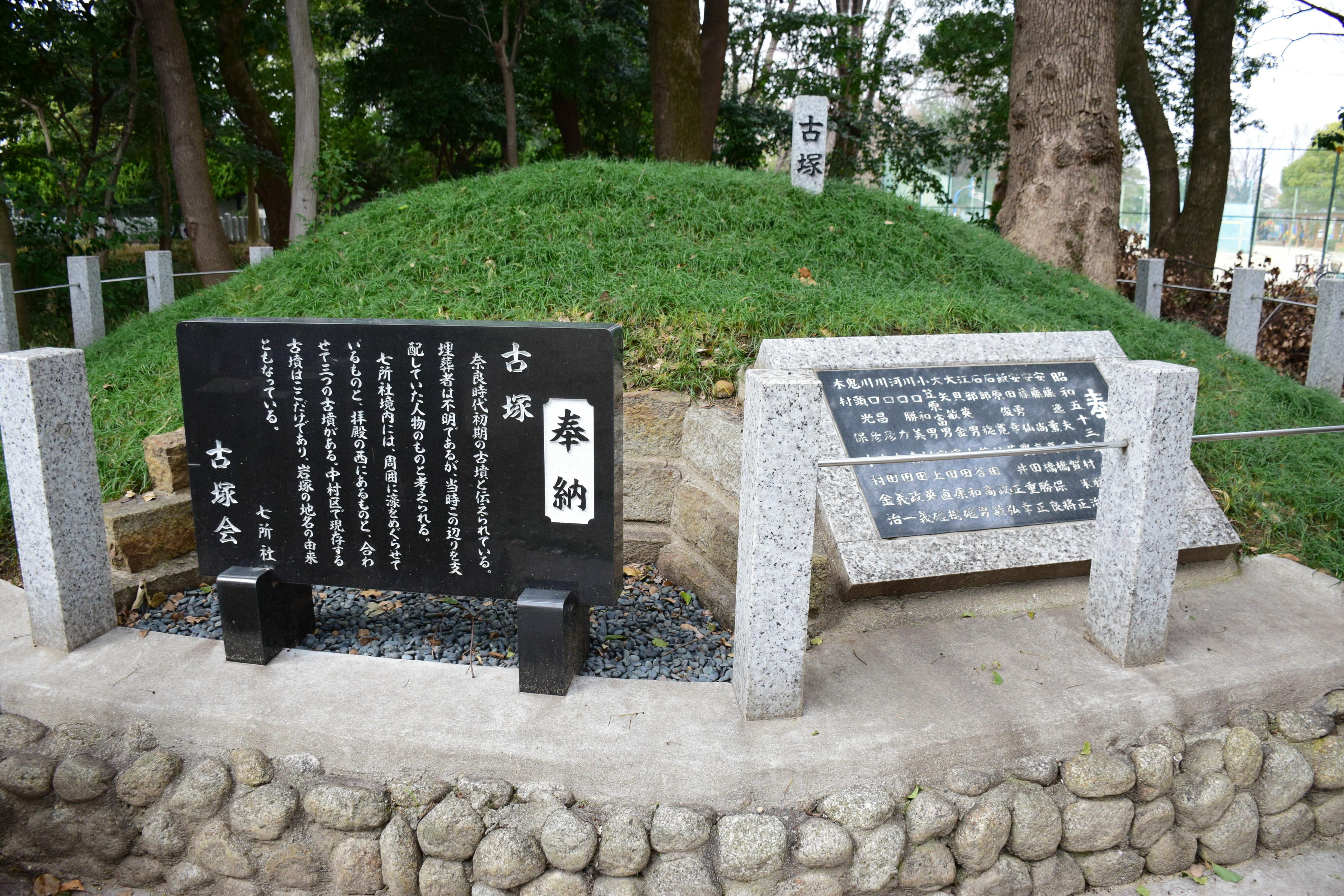
岩塚の地名の由来となった日本武尊が腰を掛けたされる腰掛岩の古塚

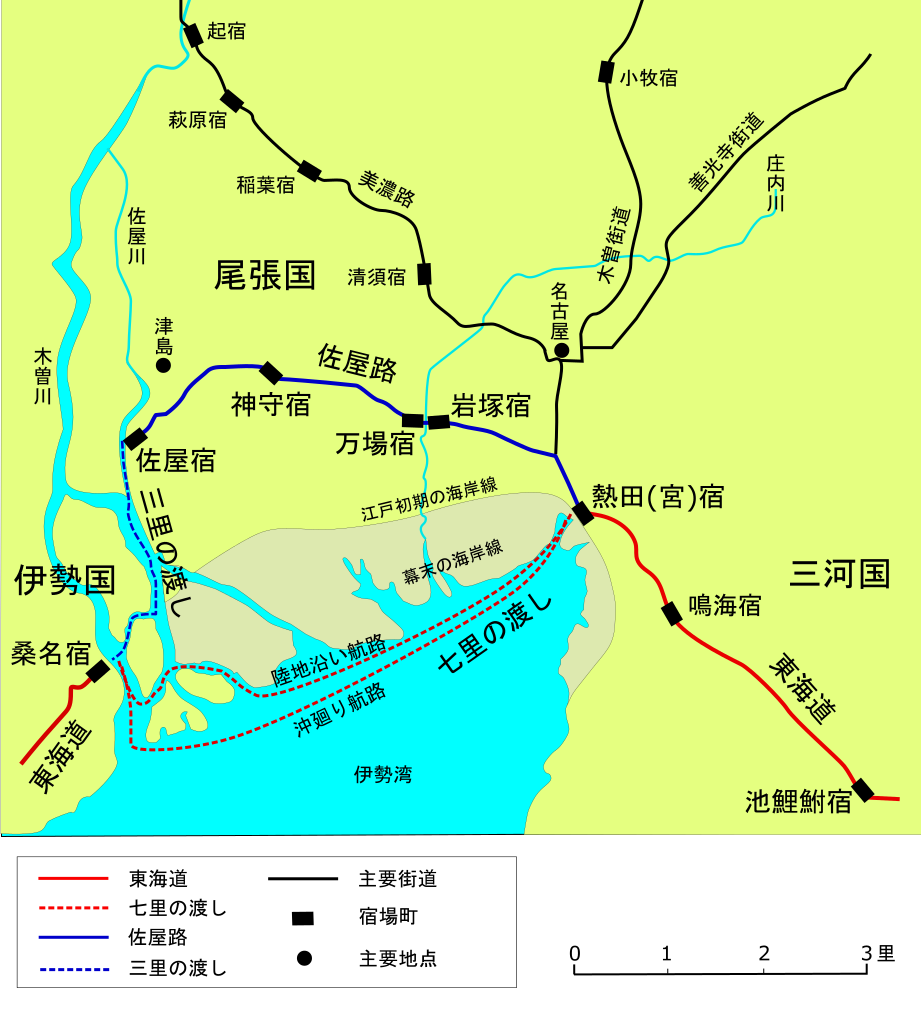
佐屋路と岩塚宿の位置

岩塚宿（いわつかしゅく）は、佐屋街道の宿場で愛知県名古屋市中村区岩塚町に存在した。
庄内川東岸に位置し、庄内川を隔てた対岸に万場宿があった。

## 概要
佐屋街道が開設された当初は砂子村（現在の海部郡大治町砂子）に宿場が設置されていたが、開設から2年後の1636年（嘉永13年）に砂子村から宿場が差し替えられ、岩塚村（現在の愛知県名古屋市中村区岩塚町）に設置された。
設置された際、既にあった万場宿と岩塚宿を合わせ、1宿として機能し、月の前半15日は岩塚宿が人足継立や休泊の役を務め、後半15日が万場宿が務めた。また、庄内川を渡る万場の渡しは万場宿側が管理を行った。
天保年間の規模は、宿高：2060石5斗1升4合、家屋：212軒、人口：1038人（男性：512人、女性：526人）、問屋場：1軒、町並み：4町9間、本陣：1軒、旅籠：7軒。脇本陣は設置されていなかった。

## 最寄駅
- 名古屋市営地下鉄東山線 岩塚駅下車。

## 史跡・みどころ
八幡神社
痕跡は残っていないが、本陣がこの付近にあったとされる。
遍慶寺
尾張守護・斯波氏の一族の吉田重氏が築城したと伝わる岩塚城の城址石碑がある。
光明寺
境内には三十三観音像がある。
七所社
境内には東征の際に日本武尊が庄内川の渡し船を待つ間に腰掛けたと伝わる日本武尊腰掛岩や岩塚の地名の由来となった3ヶ所の古墳がある。また、毎年、旧暦1月17日に行われる尾張三大奇祭で名古屋市無形民俗文化財のきねこさ祭り（別名：御田祭り）が行われる。
七所社の道標
かつて、岩塚宿の高札場があった場所。

## 隣の宿
佐屋街道
宮宿 - 岩塚宿 - 万場宿